# Phil Anderson
Philip "Phil" Grant Anderson, född den 20 mars 1958 i London, är en australiensisk före detta landsvägscyklist som var professionell från 1980 till 1994. Han var den förste icke-europé som körde i den gula ledartröjan i Tour de France (1981), men hans främsta säsong torde ha varit 1985 då han blev tvåa i "världscupen" Super Prestige Pernod. Noterbart är också att han deltog i tretton Tour de France och fullföljde samtliga (bästa slutplacering var femte plats 1982 och 1985).

## Meriter
1980
2:a totalt i Étoile des Espoirs
Vinnare av etapp 3
3:a totalt i Paris-Bourges
10:a i Paris-Tours
1981
Vinnare  totalt av Tour de l'Aude
Vinnare av etapp 6 Paris-Nice
6:a i Grand Prix de Cannes
7:a i Amstel Gold Race
7:a i Tour du Haut Var
9:a totalt i Tour Méditerranéen
10:a totalt i Tour de France
Körde i  ledartröjan under etapp 7
1982
4:a totalt i Tour de l'Aude
5:a totalt i Tour de France
Vinnare  Ungdomstävlingen
Vinnare av etapp 2
Körde i  ledartröjan under etapperna 2-11
5:a i Amstel Gold Race
6:a i Rund um den Henninger Turm
7:a totalt i Critérium du Dauphiné Libéré
7:a i Gent-Wevelgem
8:a i GP Ouest-France
9:a i La Flèche Wallonne
1983
Vinnare  totalt av Tour de l'Aude
Vinnare av etapp 3
Vinnare Amstel Gold Race
2:a totalt i Tour de Romandie
Vinnare av etapp 5a
3:a totalt i Paris-Bourges
3:a i Liège-Bastogne-Liège
3:a i Grand Prix de Wallonie
6:a totalt i Critérium du Dauphiné Libéré
Vinnare  poängtävlingen
Vinnare av Prologen och etapp 3
7:a i Super Prestige Pernod
8:a totalt i Tour Midi-Pyrénées
8:a i Giro di Lombardia
9:a i linjelopp vid Världsmästerskapen i landsvägscykling
9:a totalt i Tour de France
9:a i Flandern runt
10:a i Rund um den Henninger Turm
1984
Vinnare  totalt av Setmana Catalana de Ciclisme
Vinnare av etapp 4b (ITT)
Vinnare Züri Metzgete
Vinnare Rund um den Henninger Turm
2:a i Liège-Bastogne-Liège
3:a i Super Prestige Pernod
4:a i Grosser Preis des Kantons Aargau
5:a totalt i Tour de Suisse
5:a i Paris-Tours
7:a totalt i Critérium du Dauphiné Libéré
Vinnare av etapp 6
7:a i Paris-Bryssel
9:a i La Flèche Wallonne
9:a i Kuurne-Bryssel-Kuurne
10:a totalt i Tour de France
1985
Vinnare  totalt av Tour de Suisse
Vinnare  poängtävlingen
Vinnare  bergspristävlingen
Vinnare av etapperna 3, 5b (ITT) och 8
Vinnare  totalt av Critérium du Dauphiné Libéré
Vinnare  poängtävlingen
Vinnare av etapp 1b
Vinnare  totalt av Tour Méditerranéen
Vinnare av etapp 4b
Vinnare Rund um den Henninger Turm
Vinnare Grote Prijs E3-Harelbeke
2:a totalt i Belgien runt
Vinnare av etapperna 2 och 3b (ITT)
2:a totalt i Setmana Catalana de Ciclisme
Vinnare av etapperna 2 och 3
2:a i Flandern runt
2:a i Gent-Wevelgem
2:a i Super Prestige Pernod
3:a i Grand Prix Eddy Merckx
4:a totalt i Paris-Nice
Vinnare av etapp 4b (TTT)
4:a i Brabantse Pijl
4:a i Grosser Preis des Kantons Aargau
5:a totalt i Tour de France
5:a i Amstel Gold Race
7:a i Liège-Bastogne-Liège
1986
Vinnare Paris-Tours
3:a totalt i Coors Classic
Vinnare av etapp 3
3:a i Lombardiet runt
5:a i Grand Prix d'Isbergues
9:a totalt i Nissan Classic
Vinnare av etapperna 3b och 4
1987
Vinnare Milano-Torino
5:a i Kuurne-Bryssel-Kuurne
6:a i Amstel Gold Race
7:a totalt i Giro d'Italia
7:a i Grote Prijs E3-Harelbeke
7:a i Grand Prix Impanis
7:a i Druivenkoers Overijse
8:a i Grand Prix Pino Cerami
9:a i Rund um den Henninger Turm
10:a i Gent-Wevelgem
1988
Vinnare  totalt av Danmark Rundt
Vinnare av etapp 3
Nissan Classic
Vinnare av etapp 2 och 4
2:a i Flandern runt
2:a i Milano-Torino
6:a i Züri Metzgete
7:a totalt i Tirreno-Adriatico
Vinnare av etapp 1 (ITT)
8:a i Kuurne-Bryssel-Kuurne
9:a i Liège-Bastogne-Liège
10:a totalt i Tour de Luxembourg
1989
Vinnare  totalt av Tour de Romandie
Vinnare av etapp 1
Vinnare av etapp 17 Giro d'Italia
Vinnare av etapp 5b Nissan Classic
3:a i Liège-Bastogne-Liège
4:a totalt i Driedaagse Brugge-De Panne
7:a totalt i Kellogg's Tour
Vinnare av etapp 2
10:a i Trofeo Pantalica
1990
Giro d'Italia
Vinnare  intergirotävlingen
Vinnare av etapp 4b
Vinnare av etapp 5 i Tour de Luxembourg
2:a i Paris-Tours
4:a totalt i Driedaagse Brugge-De Panne
10:a i Amstel Gold Race
1991
Vinnare  totalt av Tour of Britain
Vinnare  Bergspristävlingen
Vinnare av etapperna 1 och 3
Vinnare  totalt av Tour Méditerranéen
Vinnare av etapperna 5 och 6
Vinnare  totalt av Settimana Internazionale di Coppi e Bartali
Vinnare av etapp 6
Vinnare av etapp 10 i Tour de France
Vinnare av etapp 8 i Tour de Suisse
2:a i Grote Prijs E3-Harelbeke
7:a i Milano-Sanremo
7:a i Züri Metzgete
10:a i linjelopp vid Världsmästerskapen i landsvägscykling
1992
Vinnare  totalt av Nissan Classic
Vinnare av etapp 4
Vinnare Grand Prix d'Isbergues
3:a totalt i Settimana Internazionale di Coppi e Bartali
3:a i Paris-Bryssel
5:a totalt i Tour DuPont
Vinnare av etapperna 5, 8 och 9
6:a i Paris-Tours
10:a totalt i Kellogg's Tour
1993
Vinnare  totalt av Kellogg's Tour
Vinnare av etapp 1
Vinnare  totalt av Postgirot Open
Vinnare av etapp 4
Vinnare Grand Prix Impanis-Van Petegem
7:a totalt i Tour de Luxembourg
1994
3:a i Trofeo Luis Puig
9:a totalt i Tour de Luxembourg

## Utmärkelser
Phil Anderson tilldelades  Medal of the Order of Australia 1987. Australian Sports Medal 2000, Centenary Medal 2001 och valdes in i Sport Australia Hall of Fame 2010.